# Ludvig Öhman
Carl Ludvig Öhman Silwerfeldt (Umeå, 9 settembre 1991) è un calciatore svedese, difensore dell'Umeå FC.

## Carriera

### Club
Ha giocato nella prima divisione svedese ed in quella giapponese.

### Nazionale
Ha giocato nelle nazionali giovanili svedesi Under-17 ed Under-19.

## Palmarès

### Club

#### Competizioni nazionali
- Ettan: 1

Umeå FC: 2024